# ژانگ نان (بدمینتون‌باز)
ژانگ نان (انگلیسی: Zhang Nan؛ زادهٔ ۱ مارس ۱۹۹۰) یک بدمینتون‌باز اهل جمهوری خلق چین است. وی برنده مدال طلا بازی‌های المپیک تابستانی ۲۰۱۶ است.